# Gaspard Proust
Gaspard Proust, född 28 juni 1976 i Novo mesto, Jugoslavien, är en slovensk-schweizisk komiker och skådespelare. Hans verkliga namn är Gašper Pust. När han var sex år gammal flyttade familjen från Slovenien till Algeriet där han bodde de nästföljande tolv åren. Han utbildade sig vid HEC Lausanne och arbetade en kort tid inom finanssektorn. Efter att ha börjat uppträda som komiker i Schweiz flyttade han till Paris. Hans stil utmärks av cyniska observationer och oberörd leverans. Ett genombrott kom 2009 när komikern och programledaren Laurent Ruquier såg hans 20-minutersset och gjorde honom till en återkommande gäst i sitt radioprogram On va s'gêner. Åren 2012–2015 var han fast deltagare i TV-programmet Salut les Terriens. Han har gjort utsålda scenföreställningar och spelat huvudroller i två filmer av Frédéric Beigbeder.
Han är medborgare i både Slovenien och Schweiz.

## Filmografi
- L'amour dure trois ans (2011)
- Les aventures de Philibert, capitaine puceau (2011)
- Fuck UK (2012)
- Des lendemains qui chantent (2014)
- L'idéal (2016)